# Ministères internationaux
Les Ministères internationaux (anglais : International Ministries) sont une organisation missionnaire chrétienne évangélique baptiste internationale. Elle est affiliée aux Églises baptistes américaines USA. Son siège est situé à King of Prussia, aux États-Unis. 

## Histoire

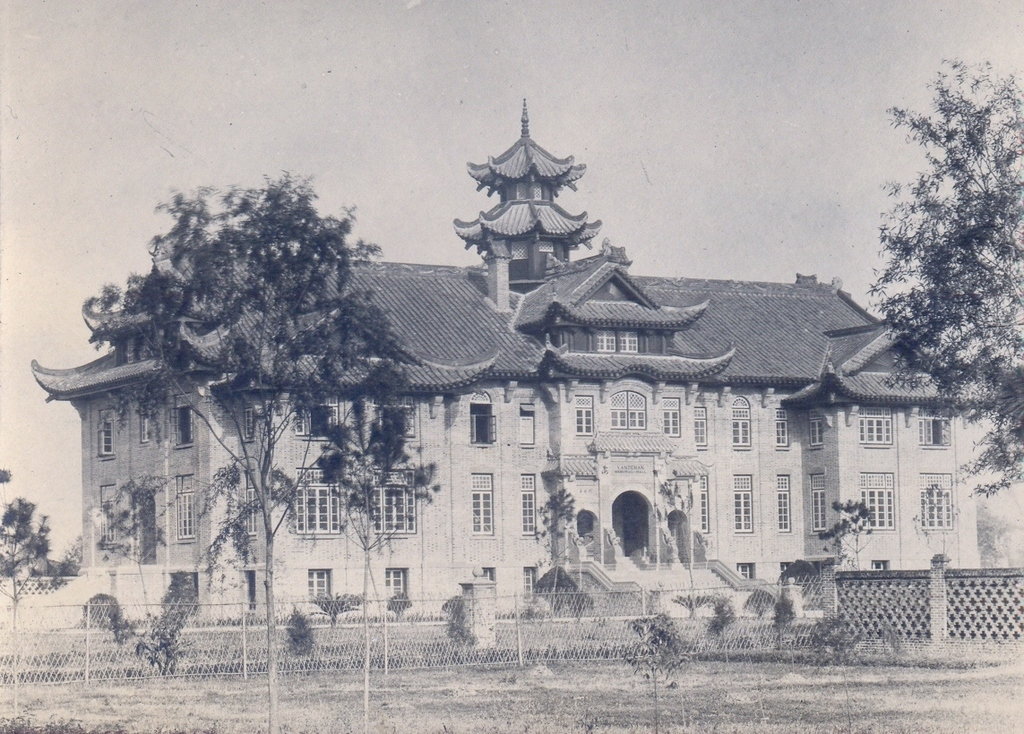
Mission Baptiste à Chengdu, 1920

L’organisation est fondée en 1814 sous le nom de Baptist Board for Foreign Missions par la Triennial Convention (devenue  Églises baptistes américaines USA) . La première mission de l’organisation a lieu en Birmanie  avec les missionnaires Adoniram Judson et Ann Hasseltine Judson en 1814 . Les missions suivantes ont eu lieu au Siam en 1833, en Inde en 1840, en Chine en 1842, au Japon en 1872 et aux Philippines en 1900.  L'organisation est renommée American Baptist Missionary Union en 1845, American Baptist Foreign Mission Society en 1910,  American Board of International Ministries en 1973. En 2018, elle compterait 1,800 volontaires dans 70 pays.